# Xanthorhoe nephodes
Xanthorhoe nephodes là một loài bướm đêm trong họ Geometridae.